# Bibi Ka Maqbara
La Bibi Ka Maqbara (en hindi: बीबी का मकबरा; en urdu: بیبی كا مقبرہ‎; en español, 'La tumba de la Señora') es una maqbara situada en Aurangabad, Maharastra, India. Fue construida por Azam Shah, hijo del emperador Aurangzeb, en memoria de su madre, Dilras Banu Begum (póstumamente conocida como Rabia-ud-Daurani). Tiene un parecido sorprendente con el famoso Taj Mahal, el mausoleo de su abuela, Mumtaz Mahal. Aurangzeb no estaba muy interesado en la arquitectura, a pesar de que había construido la pequeña, pero elegante, mezquita de la Perla en Delhi. La Bibi Ka Maqbara es la edificación más grande que se le atribuye en su reinado.
La comparación con el Taj Mahal a menudo ha ensombrecido su propio y considerable encanto. Aunque debido al gran parecido, también se llama el Dakkhani Taj ('el Taj del Decán'). La Bibi Ka Maqbara es el monumento principal de Aurangabad y su histórica ciudad. Una inscripción que se encuentra sobre la puerta de entrada principal menciona que este mausoleo fue diseñado y construido por Ata-Ullah, arquitecto, y Hanspat Rai, ingeniero, respectivamente. Ata Ullah fue el hijo de Ustad Ahmad Lahauri, el diseñador principal del Taj Mahal.

## Historia
Se cree que Bibi ka Maqbara fue construida entre 1651 y 1661. De acuerdo con el Tarij Namah de Ghulam Mustafa, el costo de la construcción del mausoleo fue de Rs. 6,68,203-7 (seis rupias lakh, sesenta y ocho mil doscientos tres y siete annas; Aurangzeb habría asignado sólo Rs. 7,00,000 para su construcción.) Una inscripción que se encuentra en la puerta de entrada principal menciona que este mausoleo fue diseñado y construido por Ata-Ullah, arquitecto, y Hanspat Rai, ingeniero, respectivamente. El mármol para este mausoleo fue traído de las minas cercanas a Jaipur. Según Tavernier, el mismo vio alrededor de trescientos carros cargados con mármol, tirados por al menos 12 bueyes, durante su viaje desde Surat a Golconda. El mausoleo fue pensado para competir con el Taj Mahal, pero el declinar de la arquitectura y de las proporciones de la edificación (ambos debidos a las severas limitaciones presupuestarias impuestas por Aurangzeb) dieron como resultado una mala copia.

## Características

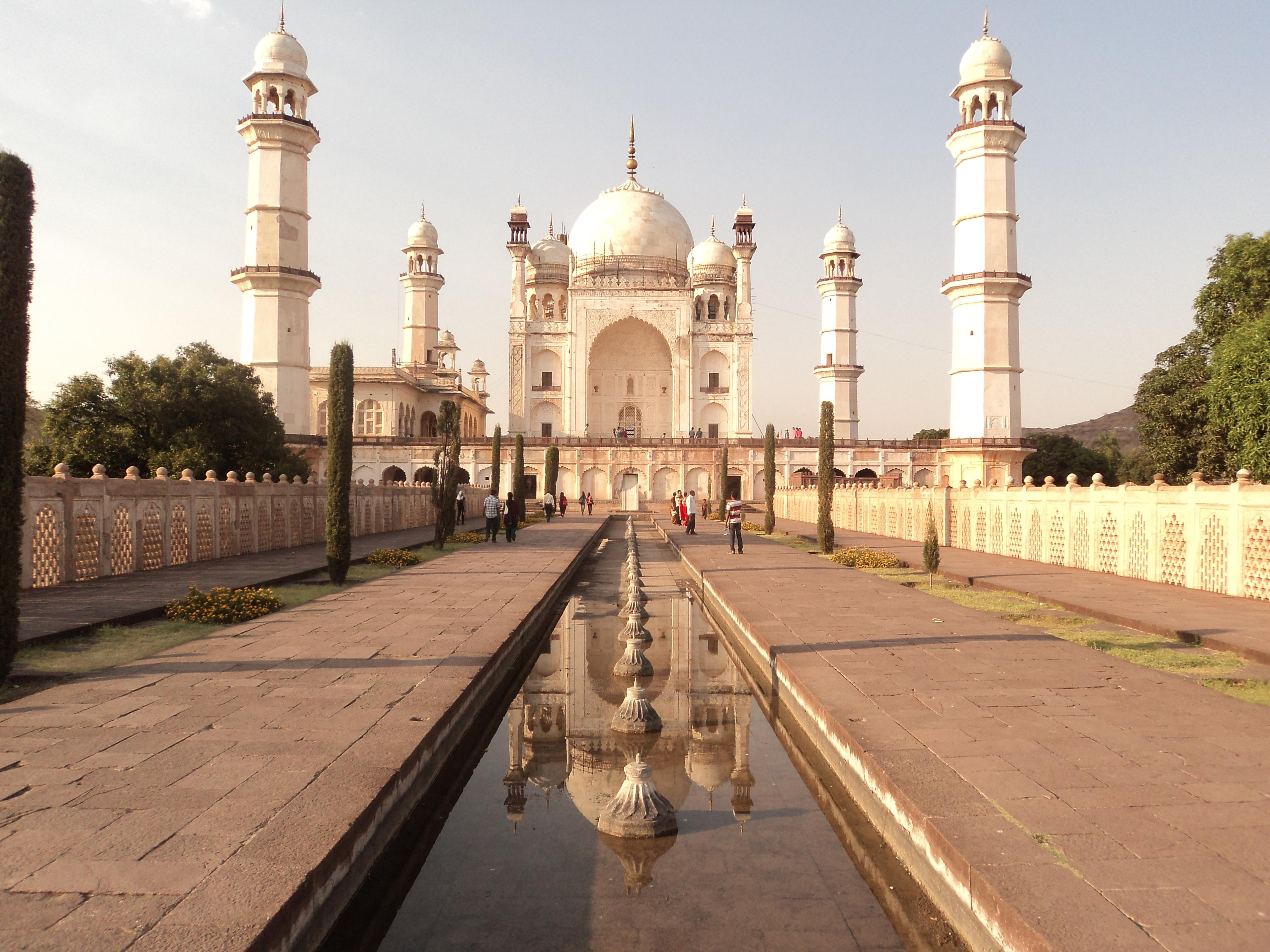
Camino de acceso al Bibi Ka Maqbara

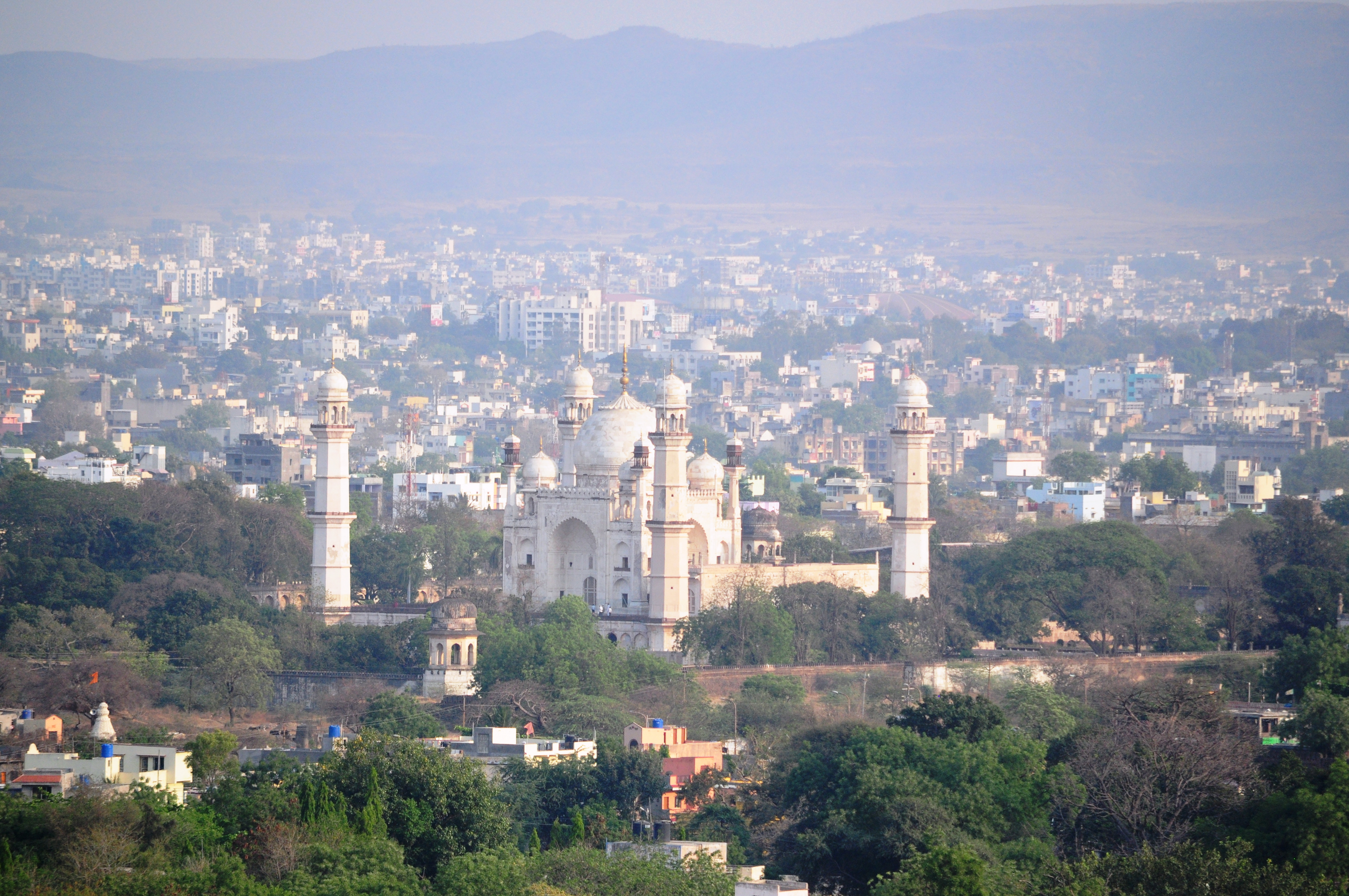
La Bibi Ka Maqbara a vista de pájaro

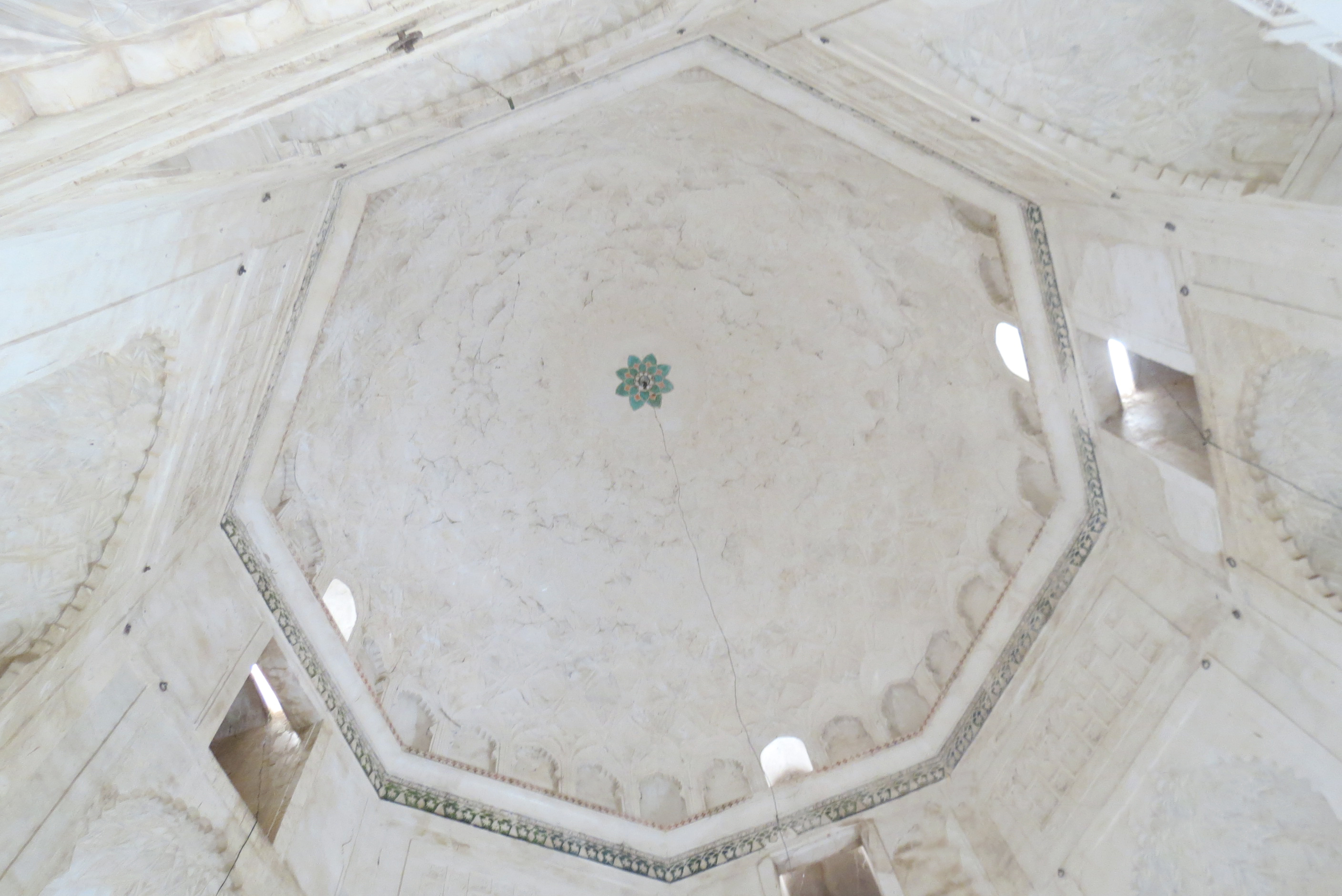
Interior de la cúpula principal

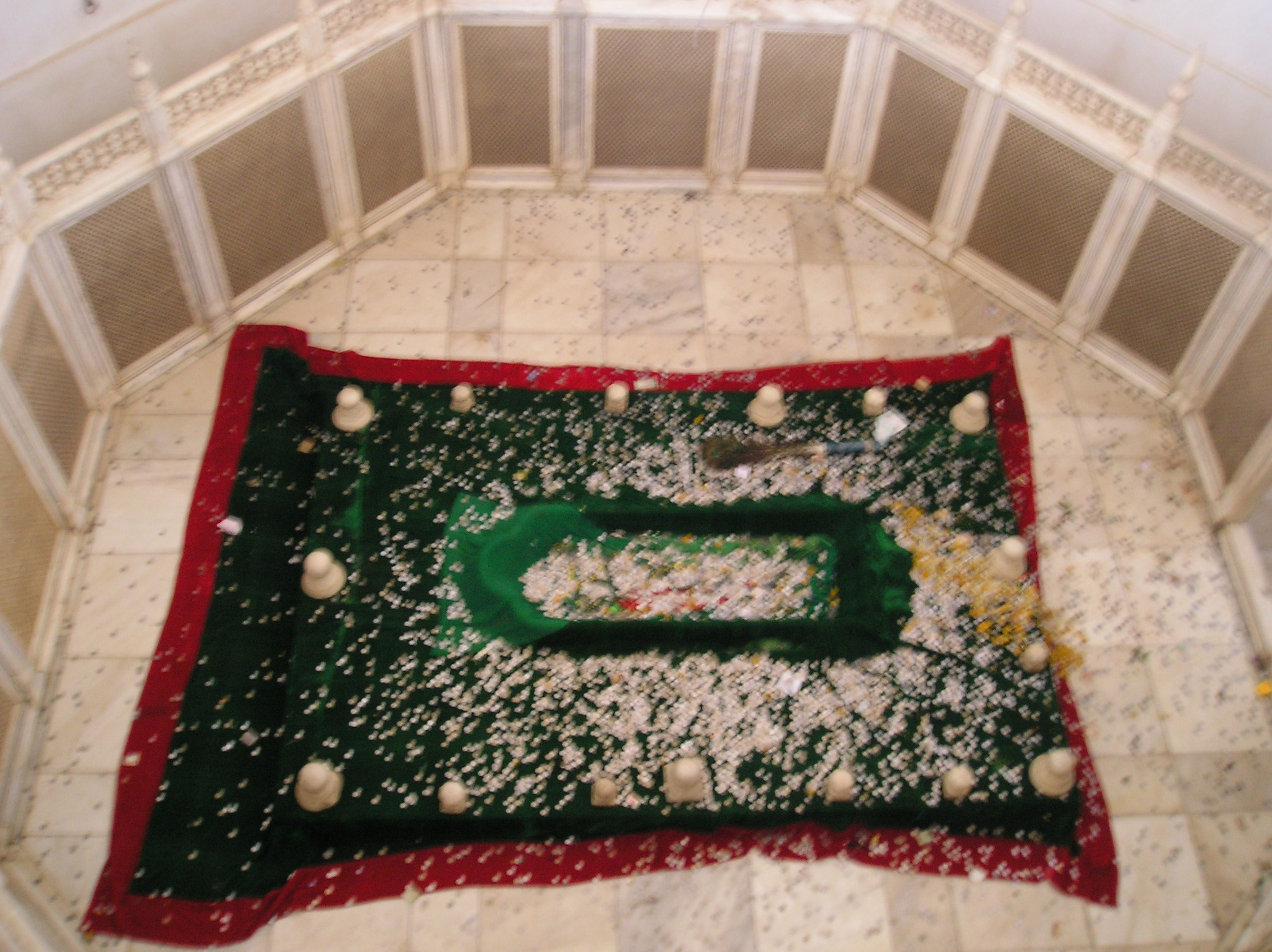
Sanctum con la tumba de Dilras Banu Begum

El mausoleo se presenta en un jardín formal en chahar bagh. Se encuentra en el centro de un gran recinto que mide aproximadamente 458 m (N-S) y 275 m (E-W). Baradaris —pabellones con pilares— se disponen en el centro de los muros de cierre del recinto de los lados norte, este y oeste. El alto muro de cerramiento esta almenado con arcos apuntados rebajados y bastiones a intervalos regulares. Los huecos están divididos por pilastras, coronados con pequeños minaretes. El mausoleo está construido sobre una alta plataforma cuadrada con cuatro minaretes en sus esquinas, a la que se accede por un tramo de escaleras desde tres de los lados. En el lado oeste de la edificación principal se encuentra una mezquita, un añadido posterior de Nizam de Hyderabad, que causó el cierre del acceso oeste.
La entrada al mausoleo se realiza a través de una puerta de entrada principal, en el lado sur, que tiene diseños de follaje sobre placas de bronce sobre madera cubriendola desde el exterior. Después de pasar por la entrada, una vía pavimentada con un pequeño estanque central y muretes bajos perforados conduce a la edificación principal. La vía apantallada tiene una serie de fuentes en su centro.
El mausoleo está revestido con mármol hasta el nivel del dado. Por encima del nivel del dado, está construido con piedra basáltica hasta la base de la cúpula; esta última de nuevo se ha construido con mármol. Un yeso fino cubre la piedra basáltica y le da un elegante acabado pulido, adornado con decoraciones de finos estucos.
Los restos mortales de Rabia Daurani están dispuestos por debajo del nivel del suelo, rodeados por una jali octogonal —pantalla perforada de mármol— con diseños exquisitos, a la que puede descenderse por unas escaleras. El techo de esta cámara que se corresponde con el nivel del suelo del mausoleo está perforado por una abertura octogonal y está protegida mediante una balaustrada baja de mármol. Esto hace que la tumba se puede ver desde el nivel del suelo a través de esta abertura octogonal. El mausoleo está coronado por una cúpula perforada con obras de enrejado y paneles decorados con diseños florales.
La edificación principal tiene forma de un hexágono, con sus ángulos adornados con minaretes.
En 1720, Qamar-ud-din Khan, Asif Jah I, un distinguido general de Aurangzeb, llegó a Aurangabad con la intención de fundar su propia dinastía en el Deccan, y la convirtió en su capital. Realizó una visita a Delhi en 1723, pero regresó en 1724. Nizam Ali Khan Asaf Jah II trasladó su capital desde Aurangabad a Hyderabad en 1763.

## Galería de imágenes

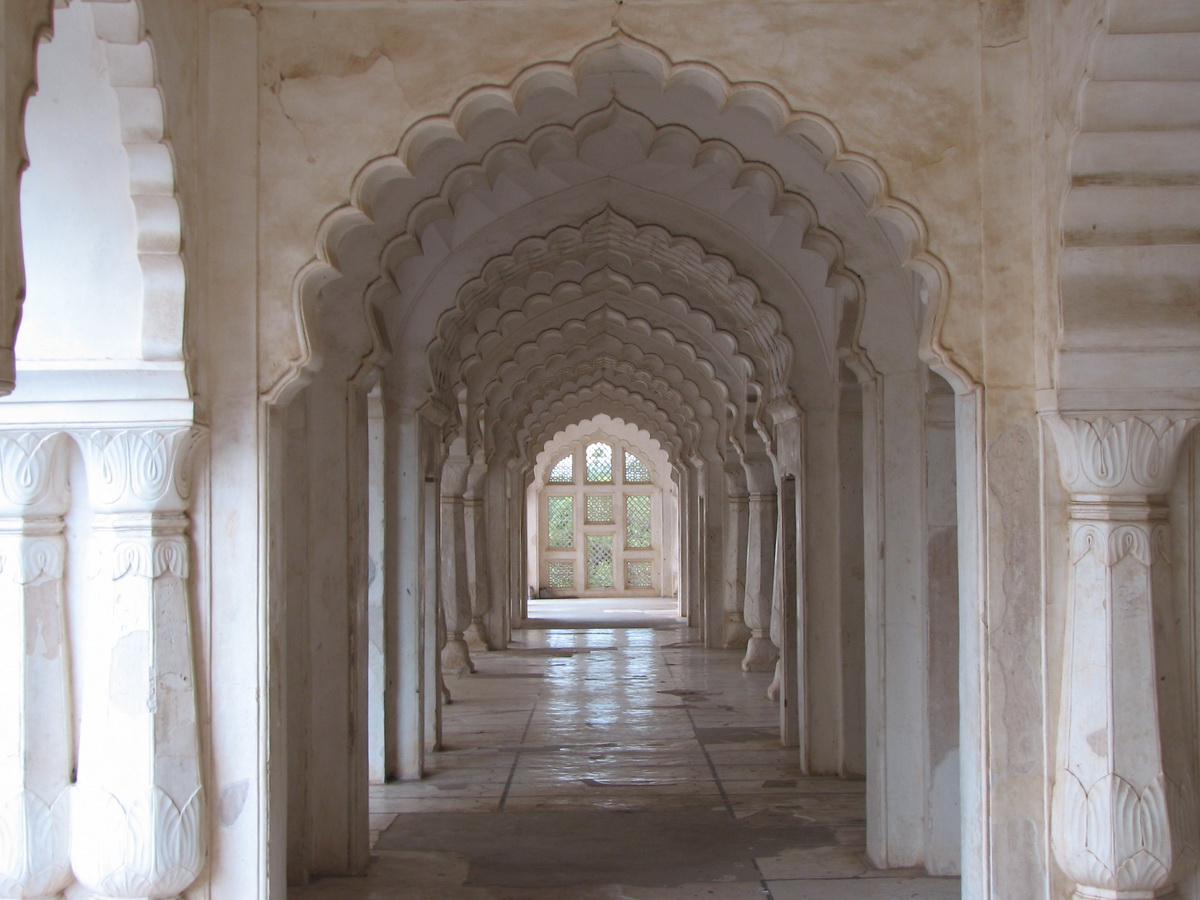
Una de las galerías
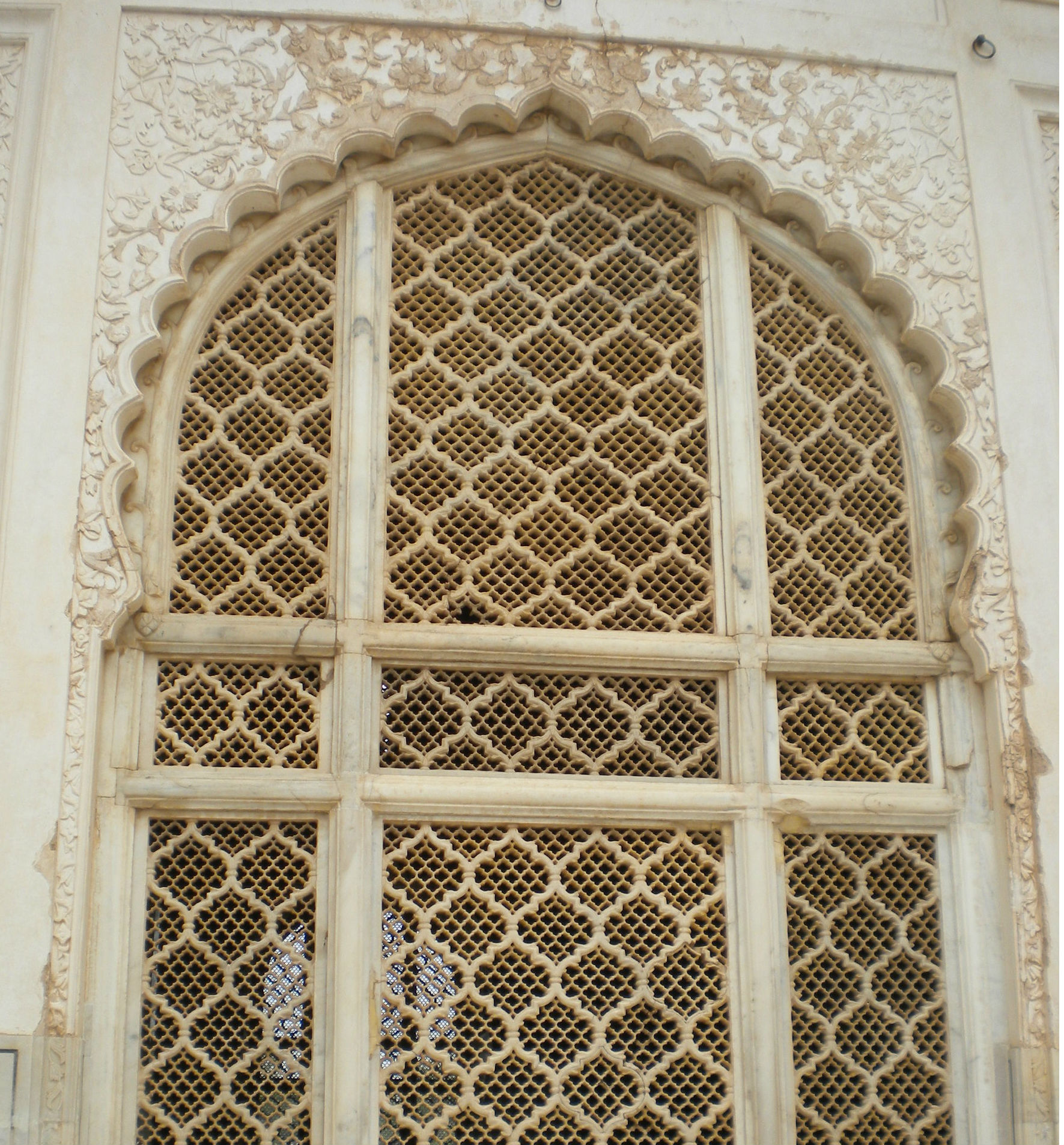
Jali de mármol perforado
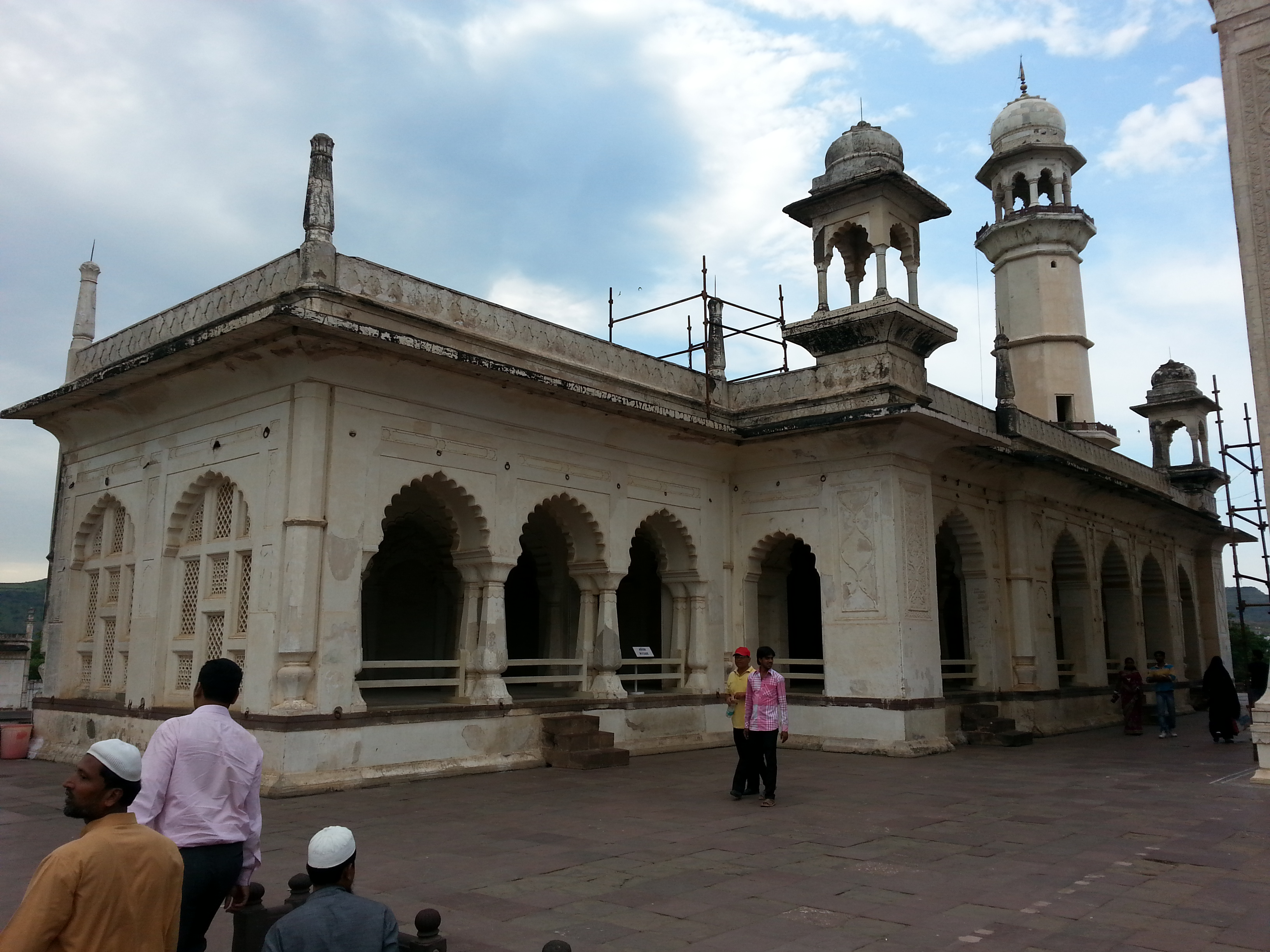
Mezquita del mausoleo construida por Nizam de Hyderabad en la parte occidentaldel mausoleo,hacia 1720
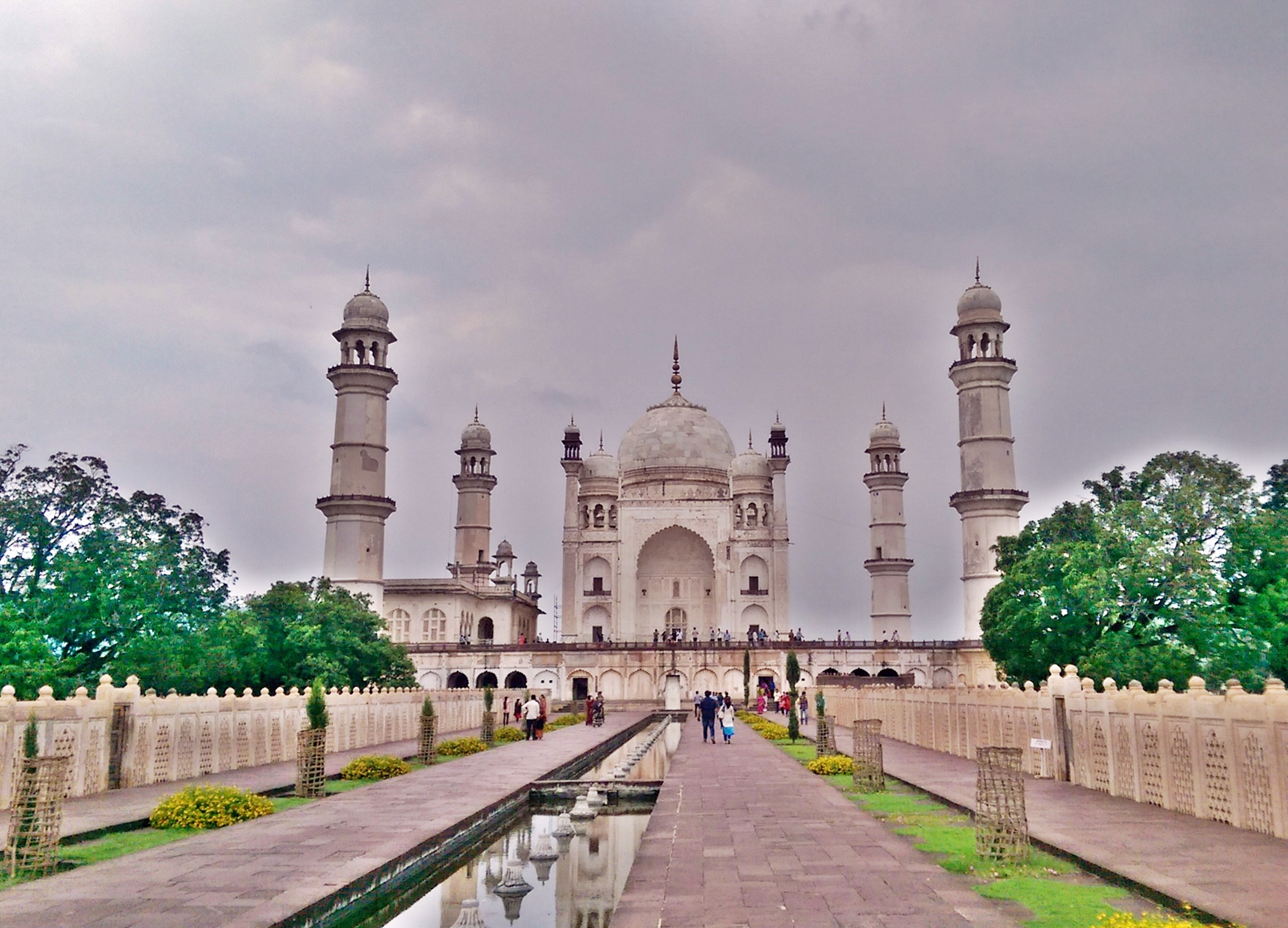
Bonita vista de la Bibi Ka Maqbara